# Folke Birgersson
Folke Birgersson (* 1164 in Uppsala; † 17. Juli 1210 in der Schlacht bei Gestilren) war von 1208 bis 1210 Jarl (Fürst) von Schweden unter den Königen Sverker II. und Erik X.
Folke Jarl soll einer der Söhne des Jarls Birger Brosa gewesen sein. Die Zuordnung beruht auf Schlussfolgerungen, die unter anderem von Sten Karlsson gezogen wurden und durch Hans Gillingstam Bestätigung fanden.
Allerdings bestehen an dieser Annahme auch Zweifel: In seiner Aufzählung der vier Söhne von Birger Brosa – Filip Jarl, Knut Jarl, Folke und Magnus – weist ihm Snorri Sturluson im Gegensatz zu den beiden älteren Brüdern keinen Jarlstitel zu. Diese Erhebung eines Enkels des norwegischen Königs Harald Gille in der Nachfolge seines in der Schlacht bei Lena gefallenen Bruders Knut sollte Snorri aber bekannt gewesen sein.
In der Erikskrönikan wird Folke als der Begründer der Folkunger erwähnt.

## Ehe und Nachkommen
Folke war mit einer Ulfhild verheiratet und hatte folgende Kinder:
- Sune Folkesson (Bjälbo-Geschlecht), verheiratet mit Helena Sverkersdotter von Schweden

- Holmger Folkesson (Ama). † 1254 in Kimstad
- Tochter, verheiratet mit Johan Ängel d. ä.
- Tochter, verheiratet mit Rörik
- ?Tochter, verheiratet mit Ulf Fase